# Sehiriya
Sehiriya era segurament una regió propera al límit nord del regne de Kuwaliya que rebia el seu nom d'un riu, i es trobava a la vora de la muntanya coneguda per Lawasa, on el rei Mursilis II es va assabentar que un gran llamp, un meteorit segurament, havia caigut al palau d'Apasa i havia ferit el rei d'Arzawa, Uhha-Ziti, que va contreure una malaltia i no podia aguantar-se dret, perquè els genolls li fallaven. Quan Mursilis va arribar a la ciutat d'Aura, es va trobar amb el rei Mashwiluwa de Kuwaliya que el va informar dels fets. Mashwiluwa va dir a Mursilis que "el bòlit que havia enviat el déu de les Tempestes havia ferit a Uhha-Ziti", el rei d'Arzawa, i havia quedat afectat per una greu malaltia i no podia bellugar les cames.